# Rivière Ford
Rivière Ford är ett vattendrag i Kanada.   Det ligger i provinsen Québec, i den östra delen av landet, 1 600 km nordost om huvudstaden Ottawa.
Omgivningarna runt Rivière Ford är i huvudsak ett öppet busklandskap. Trakten runt Rivière Ford är nära nog obefolkad, med mindre än två invånare per kvadratkilometer.